# Rudolf von Salis-Soglio (Offizier)
Freiherr Rudolf von Salis (* 1529; † 31. März 1599 in Basel) war kaiserlicher Feldzeugmeister, Kriegsrat sowie Oberst eines deutschen Regiments.
Er entstammte der Linie Marschlins der Familie Salis. Sein Vater Herkules von Salis († 1578) war ein Schweizer Offizier in französischen Diensten.

## Leben
Rudolf von Salis war hochgewachsen und sehr stark; 1545 ging er in französische Dienste. 1554 wurde er Hauptmann im Regiment In der Halden, 1556 stand er im Regiment Fröhlich. Er war ein Vertreter der österreichischen Partei und bei einem Aufenthalt in seinem Haus in Chiavenna wurde er Ostern 1556 von der französischen Partei nachts überfallen. Er wurde unter dem Vorwurf des Verrats in das Gefängnis nach Zutz gebracht. Er gestand nicht und wäre fast unter der Folter gestorben, was nur durch das Eingreifen des Landmanns von Planta verhindert wurde. So musste seine Unschuld bestätigt werden, dennoch erhielt er eine Geldstrafe von 2000 Goldkronen und wurde auf freien Fuß gesetzt.
Salis verliess das Land und stand von 1560 bis 1562 in venezianischen Dienste. Anschliessend ging er in die Dienste des Kaisers Ferdinand I. und kämpfte unter Lazarus von Schwendi. 1563 wurde er Oberst der Artillerie. 1566/67 war er mit der Verbesserung der Verteidigung von Kaschau beauftragt. Anschliessend war er bis 1574 beurlaubt. Dennoch machte ihn Kaiser Maximilian II. 1572 zum General der Artillerie und schlug ihn zum Ritter. Im Jahr 1574 erhielt er vom Kaiser ein Infanterie-Regiment von 3000 Mann. 1575 ernannte ihn der Kaiser zum Feldzeugmeister. Rudolf von Salis-Soglio nahm weiter an den Kämpfen in Ungarn teil. Von 1579 bis 1583 war er wieder beurlaubt. Am 12. Mai 1582 erhielt er den erblichen Freiherrenstand (der Titel ging später an seinen Verwandten Hans Jakob von Salis). 1583 wurde er reaktiviert und 1588 abgedankt, da der Kaiser ihn nicht mehr bezahlen konnte. Dennoch holte man ihn 1591 zurück. Ausserdem wurde er zum Hofkriegsrat ernannt. 1598 zog er sich nach Basel zurück. Dort starb er im folgenden Jahr. Ein Epitaph befindet sich im Basler Münster.
Salis blieb bis zu seinem Tod Protestant. Er war mit Contessa Claudia Grumelli aus Bergamo verheiratet. Die Ehe blieb kinderlos.